# Чжан Пэнчунь
Чжан Пэнчунь (кит. трад. 張彭春, упр. 张彭春, пиньинь Zhāng Péngchūn; англ. P. C. Chang; 1892—1957) — китайский драматург, театральный режиссёр, мыслитель и дипломат. Сыграл ключевую роль в создании Всеобщей декларации прав человека 1948 года.

## Биография
Родился в 1892 году; младший брат Чжана Болина. В 1910—1916 годах учился в США в Кларкском университете. В 1915 году написал и успешно поставил две пьесы: The New Order Cometh («Приходит новый порядок») о китайском студенте, который уехал учиться за границу и разлюбил свою невесту; и анти-японскую аллегорию The Intruder («Незваный гость»). В 1916 году вернулся в Тяньцзинь, стал главой студенческого театра и превратил его, по мнению современников, в лучший театр в Китае. Ставил как китайские пьесы (в том числе свои собственные), так и западные (Ибсена, Голсуорси, Уайлда). Ввел реализм в китайский театр. Одним из его самых успешных актеров был Чжоу Эньлай, будущий премьер Госсовета КНР.
В 1919—1922 годах Чжан снова в США; в 1922 году получил докторскую степень в Колумбийском университете. Вернувшись в Китай, преподавал в Нанькайском университете. В 1930-х годах, будучи переводчиком оперной звезды Мэй Ланьфана, побывал в СССР.
В 1937 году, после вторжения японских войск, был вынужден бежать из Тяньцзиня. Стал дипломатом, пытался убедить западные державы обратить внимание на резню в Нанкине. Служил послом Китайской Республики в Турции и Чили.
В 1945—1952 годах член ЭКОСОС ООН. Будучи вице-председателем Комиссии по правам человека ООН, играл (вместе с Элеонорой Рузвельт) ключевую роль в создании Всеобщей декларации прав человека. Чжану удалось добиться максимально нейтральных формулировок, которые не вызывали бы отторжения у незападных стран. По его требованию, из Всеобщей декларации был исключен текст о Боге и о природе. Ссылаясь на Мэн-цзы, настоял на включении в текст некоторых элементов китайской философии, в том числе на конфуцианской добродетели «жэнь» (кит. 仁) — то есть человеколюбия или гуманности — в первой статье декларации.
Чжан ушел в отставку в 1952 году по состоянию здоровья. Умер в США в 1957 году.